# 小行星3660
小行星3660（英語：3660 Lazarev）是一颗围绕太阳公转的小行星。1978年8月31日，尼古拉·切爾尼赫在克里米亚发现了此天体。並以俄羅斯帝國海軍將領米哈伊爾·拉扎耶夫命名。
这颗小行星的绝对星等为217.9087095221838等。